# 1792
1792 (MDCCXCII) byl rok, který dle gregoriánského kalendáře započal nedělí.

## Události
- 9. ledna – Mírem z Jasy byla ukončena válka mezi Ruskem a Osmanskou říší.
- 7. února – V Berlíně byla uzavřena spojenecká smlouva mezi Rakouskem a Pruskem.
- 1. března – Zemřel císař Leopold II. a na trůn nastoupil jeho syn František I.
- 29. března – Po 21 letech vlády zemřel švédský král Gustav III. na následky atentátu z 16. března. Na trůn nastoupil jeho syn Gustav IV. Adolf.
- 20. dubna – Francie vyhlásila Habsburské monarchii válku.
- 25. dubna – V Paříži byl první člověk popraven gilotinou.
- 26. dubna – Francouzský důstojník Claude Joseph Rouget de Lisle složil ve Štrasburku pochod Marseillaisu, pozdější francouzskou hymnu.
- 17. května – podepsána Buttonwoodská dohoda.
- 18. května – Rusko napadlo Polsko. Vypukla rusko-polská válka.
- 1. června – Kentucky se stalo 15. státem USA.
- 6. června – František I. byl korunován na uherského krále.
- 14. července – František I. byl ve Frankfurtu nad Mohanem korunován na římskoněmeckého císaře.
- 9. srpna – František I. byl v Praze korunován na českého krále.
- 10. srpna – Pařížané podporovaní Pařížskou komunou zaútočili na Tuilerijský palác s královskou rodinou.
- 13. srpna – Francouzský král Ludvík XVI. svržen a internován.
- 2.–6. září – Při Zářijových masakrech bylo v Paříži zabito přes 1 000 lidí a v jiných městech i další.
- 20. září
  - V bitvě Valmy zvítězila francouzská armáda nad pruskou.
  - Ve Francii byl ustaven Národní konvent.
- 22. září – Francouzský Národní konvent vyhlásil První Francouzskou republiku.
- 13. října – V USA byl položen základní kámen k výstavbě Bílého domu.
- 23. října – Francouzská armáda obsadila Frankfurt nad Mohanem.
- 6. listopadu – V bitvě u Jemappes porazila francouzská armáda rakouskou.
- 5. prosince – Ve druhých amerických prezidentských volbách byl znovu zvolen George Washington.
- 10.–26. prosince – Zasedal francouzský Národní konvent, který shledal krále Ludvíka XVI. vinným z velezrady a spiknutí proti státu.
- Papež Pius VI. formálně uznal Jiřího III. za krále Velké Británie a tím popřel další nároky exilových Stuartovců na trůn.

### Probíhající události
- 1787–1792 – Rusko-turecká válka
- 1789–1799 – Velká francouzská revoluce
- 1791–1804 – Haitská revoluce
- 1792–1797 – Válka první koalice
- 1792–1802 – Francouzské revoluční války

## Vědy a umění
- Skotský vynálezce William Murdoch vyrobil uhelný plyn, kterého se později začalo užívat k vaření.

## Narození

### Česko

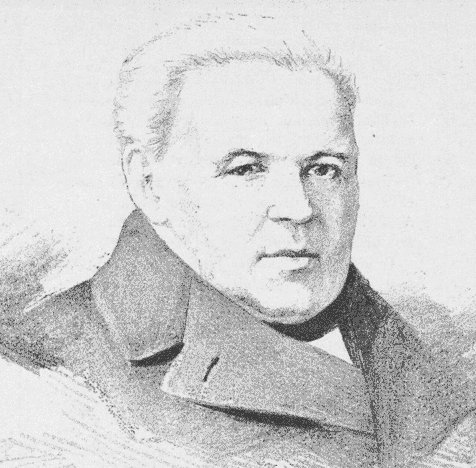
Václav Kliment Klicpera (* 23. listopadu)

- 03. ledna – Jan Michael Scherhauf, barokní sochař († 24. srpna 1724)
- 21. ledna – Marie Alžběta Šliková, česko-rakouská hudební skladatelka a básnířka († 14. prosince 1855)
- 26. ledna – Karl Heidler von Heilborn, lázeňský lékař a propagátor Mariánských Lázní († 13. května 1866)
- 15. února – Agnes Theresia Heinová, česko-německá řeholnice (* 24. května 1856)
- 15. dubna – Vojtěch Zuman, kněz, pedagog a historik († 5. února 1873)
- 20. dubna – Josef August Hecht, lázeňský podnikatel a politik německé národnosti († 13. prosince 1861)
- 26. dubna – Josef Rudl, německý tiskař knih působící v Praze († 19. dubna 1864)
- 06. května – Václav Rodomil Kramerius, redaktor a překladatel († 6. června 1861)
- 16. května – František Josef Sláma, vlastenec, kněz a první autor dějin Prachatic († 5. května 1844)
- 23. května – Karel Jan Clam-Martinic, šlechtic († 29. ledna 1840)
- 29. června – Josef rytíř Müller z Jiřetína, úředník a politik, purkmistr Prahy († 26. ledna 1862)
- 14. července – Jakob Ginzel, malíř († 31. března 1862)
- 31. července – Josef Höchsmann, teolog († 4. června 1859)
- 16. srpna – Anton Buchberger, starosta Znojma († 11. ledna 1880)
- 18. září – Jan Maria Sidon, česko-rakouský římskokatolický duchovní a politik († 26. září 1868)
- 05. října – Cyril František Napp, opat, kulturní a politický činitel († 22. července 1867)
- 23. listopadu – Václav Kliment Klicpera, spisovatel a dramatik († 15. září 1859)
- neznámé datum
  - Ignác Jaksch, teolog († 23. března 1857)
  - Josef Carl Starck, západočeský velkostatkář a podnikatel († 16. ledna 1851)

### Svět

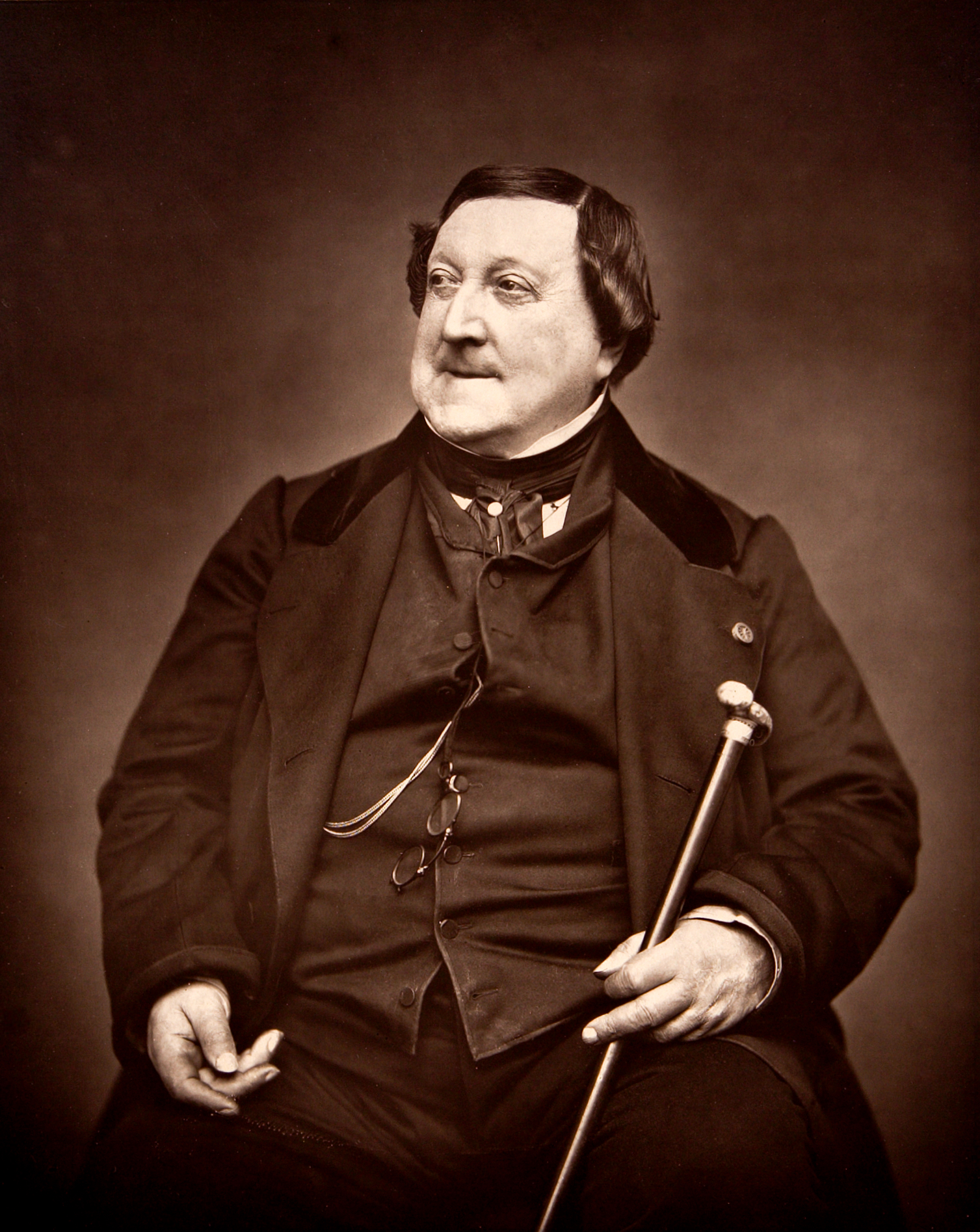
Gioacchino Rossini (* 29. února)

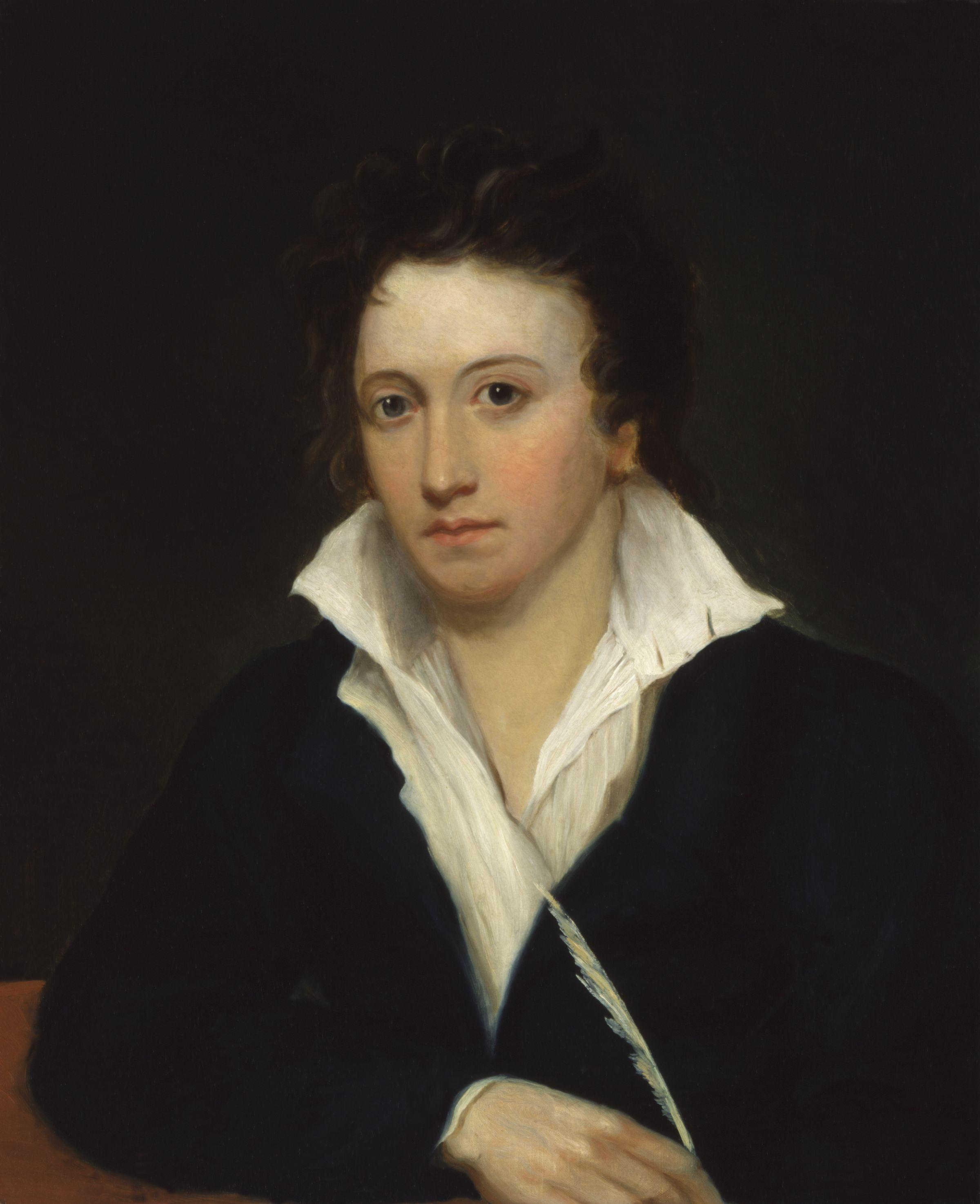
Percy Bysshe Shelley (* 4. srpna)

- 08. ledna – Lowell Mason, americký hudební skladatel a sbormistr († 11. srpna 1872)
- 12. ledna – Johann Arfvedson, švédský chemik († 28. října 1841)
- 08. února – Karolína Augusta Bavorská, rakouská císařovna, manželka Františka I. († 9. února 1873)
- 16. února – Hryhorij Jachymovyč, rakouský řeckokatolický duchovní ukrajinské národnosti († 17. dubna 1863)
- 19. února – Roderick Murchison, skotský geolog a paleontolog († 22. října 1871)
- 25. února – Johann Georg Christian Lehmann, německý botanik († 12. února 1860)
- 28. února – pokřtěn Johann Georg Hiedler, rakouský tovaryš a uznaný děd Adolfa Hitlera († 9. února 1857)
- 29. února
  - Karl Ernst von Baer, estonský lékař, zoolog, embryolog († 28. září 1876)
  - Gioacchino Rossini, italský skladatel († 13. listopadu 1868)
- 07. března – John Herschel, anglický astronom, matematik, chemik a fotograf († 11. května 1871)
- 15. března – Virginie Ancelot, francouzská malířka, spisovatelka a dramatička († 20. března 1875)
- 13. května – Pius IX., papež († 7. února 1878)
- 16. května – Fryderyk Buchholtz, polský výrobce klavírů a varhan († 15. května 1837)
- 21. května – Gaspard-Gustave de Coriolis, francouzský matematik a fyzik († 19. září 1843)
- 01. června – James Graham, britský státník a politik († 25. října 1861)
- 10. června – Heinrich Leopold Schoeller, německý textilní podnikatel († 18. prosince 1884)
- 13. června – Anton Stefan von Martini, rakouský admirál († 28. prosince 1861)
- 14. června – Vilém Nasavský, otec lucemburského velkovévody Adolfa a švédské královny Žofie († 20. srpna 1839)
- 19. června – Gustav Schwab, německý romantický básník a prozaik († 4. listopadu 1850)
- 21. června – Ferdinand Christian Baur, německý protestantský teolog († 2. prosince 1860)
- 30. června – Thomas Edmondson, anglický vynálezce lepenkové jízdenky († 22. května 1851)
- 08. července – Tereza Sasko-Hildburghausenská, bavorská královna († 26. října 1854)
- 10. července

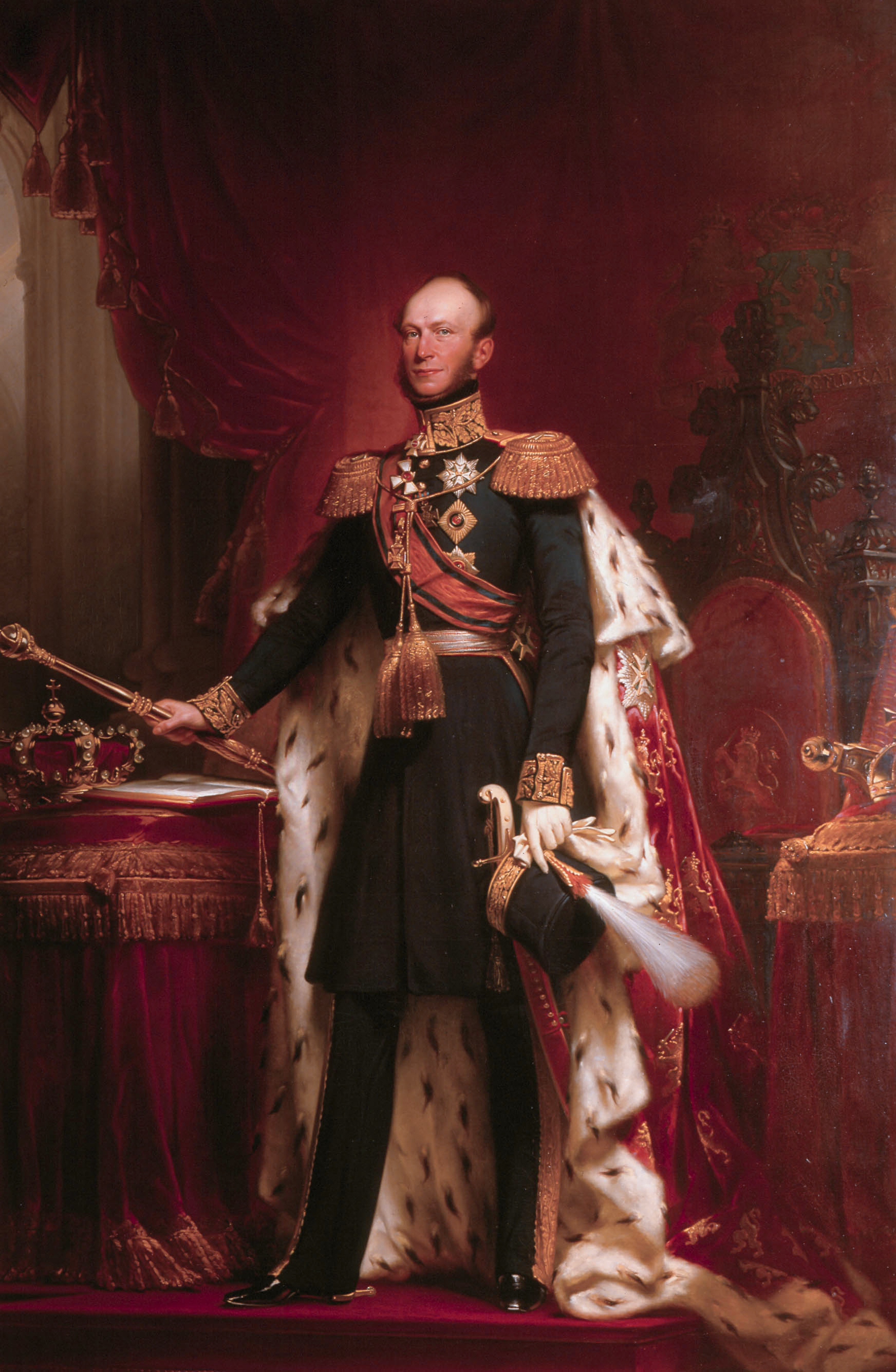
Vilém II. Nizozemský (* 6. srpna)

  - Vilém II. Nizozemský (* 6. srpna) George M. Dallas, americký politik († 31. prosince 1864)
  - Frederick Marryat, anglický spisovatel († 9. srpna 1847)
- 21. července – Charles Baudin, francouzský admirál († 7. června 1854)
- 04. srpna
  - Percy Bysshe Shelley, anglický spisovatel († 8. červenec 1822)
  - Marie Dominique Auguste Sibour, francouzský arcibiskup († 3. ledna 1857)
- 13. srpna – Adelheid Sasko-Meiningenská, britská královna, manželka Viléma IV. († 2. prosince 1849)
- 18. srpna – John Russell, britský státník († 28. května 1878)
- 21. srpna – Petr Alexandrovič Pletňov, rektor univerzity v Petrohradu a učitel v carské rodině († 10. ledna 1866)
- 23. srpna – Charles Grandinson Finney, americký teolog († 16. srpna 1875)
- 21. září – Johann Peter Eckermann, německý básník († 3. prosince 1854)
- 03. října – Francisco Morazán, středoamerický politik a voják († 15. září 1842)
- 12. října – Nils Gustaf Nordenskjöld, finský mineralog († 21. února 1866)
- 17. října – John Bowring, britský politik, ekonom, polyglot a překladatel († 23. listopadu 1872)
- 25. října – Jeanne Jugan, katolická světice († 29. srpna 1879)
- 21. listopadu – Makarij Glucharev, ruský pravoslavný teolog († 30. května 1847)
- 28. listopadu – Victor Cousin, francouzský filozof († 14. ledna 1867)
- 01. prosince – Nikolaj Ivanovič Lobačevskij, ruský matematik († 24. února 1856)
- 06. prosince
  - Vilém II. Nizozemský, nizozemský král a lucemburský vévoda († 17. března 1849)
  - Marie Beatrice Savojská, princezna savojská a vévodkyně modenská († 15. září 1840)
- 07. prosince – Abraham Jacob van der Aa, nizozemský literární vědec († 21. března 1857)
- 12. prosince – Alexandros Ypsilanti, řecký armádní generál († 1. srpna 1828)
- 15. prosince – Algernon Percy, 4. vévoda z Northumberlandu, britský generál z bohaté šlechtické rodiny († 12. února 1865)
- 20. prosince – Nicolas-Toussaint Charlet, francouzský malíř († 30. prosince 1845)
- neznámé datum
  - Mangas Coloradas, náčelník kmene Apačů († 18. ledna 1863)

## Úmrtí

### Česko
- 02. ledna – Jiří Ignác Linek, kantor a hudební skladatel (* 21. ledna 1725)
- 03. ledna – Jan Michael Scherhauf, barokní sochař (* 24. srpna 1724)
- 05. února – David Becher, lékař a balneolog (* 19. února 1725)
- 22. června – Jan Tadeáš Antonín Peithner z Lichtenfelsu, báňský geolog a přírodovědec (* 8. dubna 1727)
- 30. června – František Antonín Rössler, kontrabasista, dirigent a hudební skladatel německé národnosti (* 26. října 1746)
- 17. srpna – Jan Jáchym Kopřiva, kantor, varhaník a hudební skladatel (* 17. února 1754)
- 27. září – Vojtěch Schwab, katolický kněz (* 1723 nebo 1724)
- 30. září – Jan Schubert, slezský pozdně barokní sochař a štukatér (* 1743)
- 25. listopadu – Antonín Gerber, hudební skladatel a flétnista (* 18. února 1711)
- 02. prosince – Jan Diesbach, jezuita, matematik a filosof (* 10. dubna 1729)
- 18. prosince – František Oldřich Kinský, šlechtic a polní maršál (* 23. července 1726)

### Svět

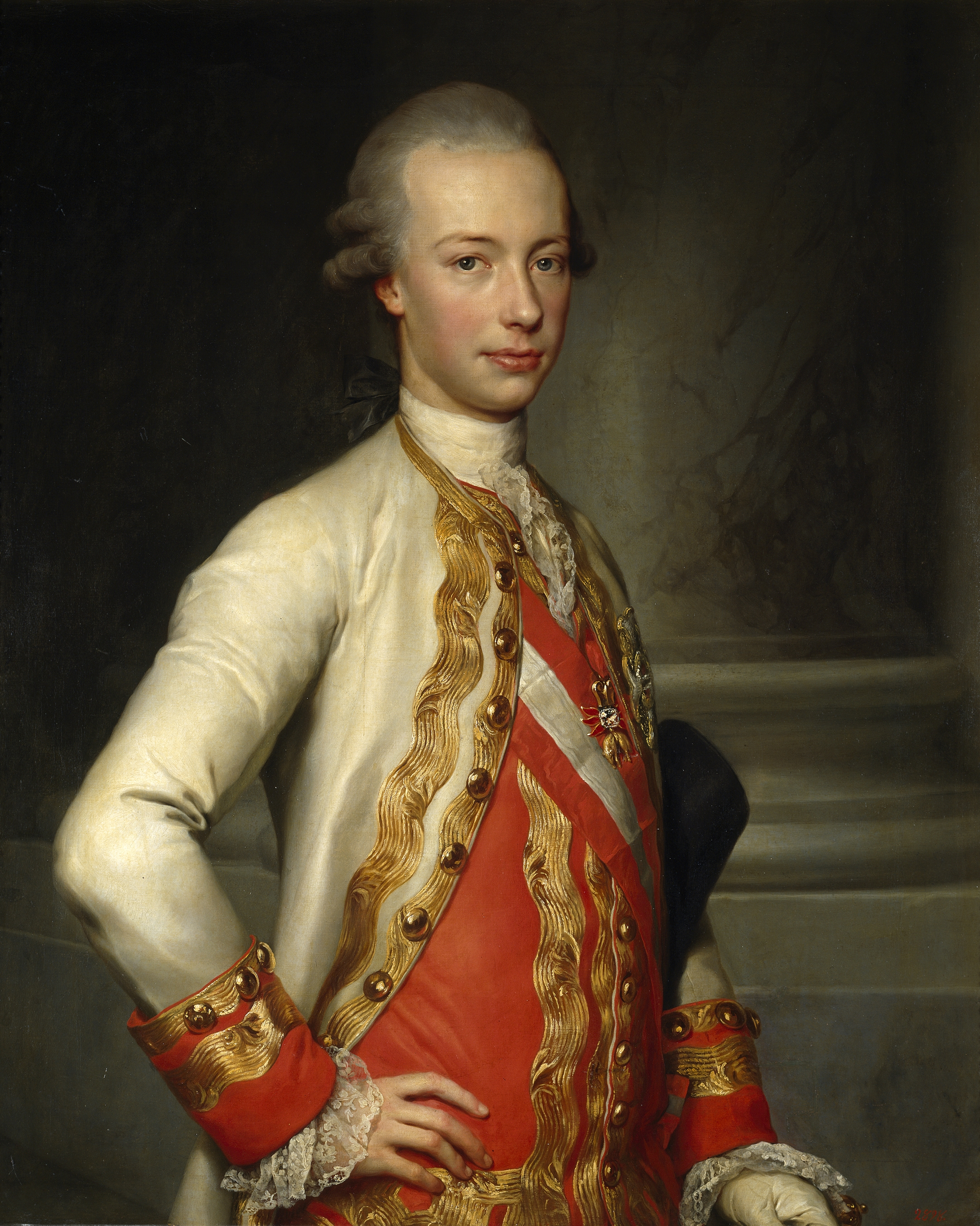
Leopold II. († 1. března)

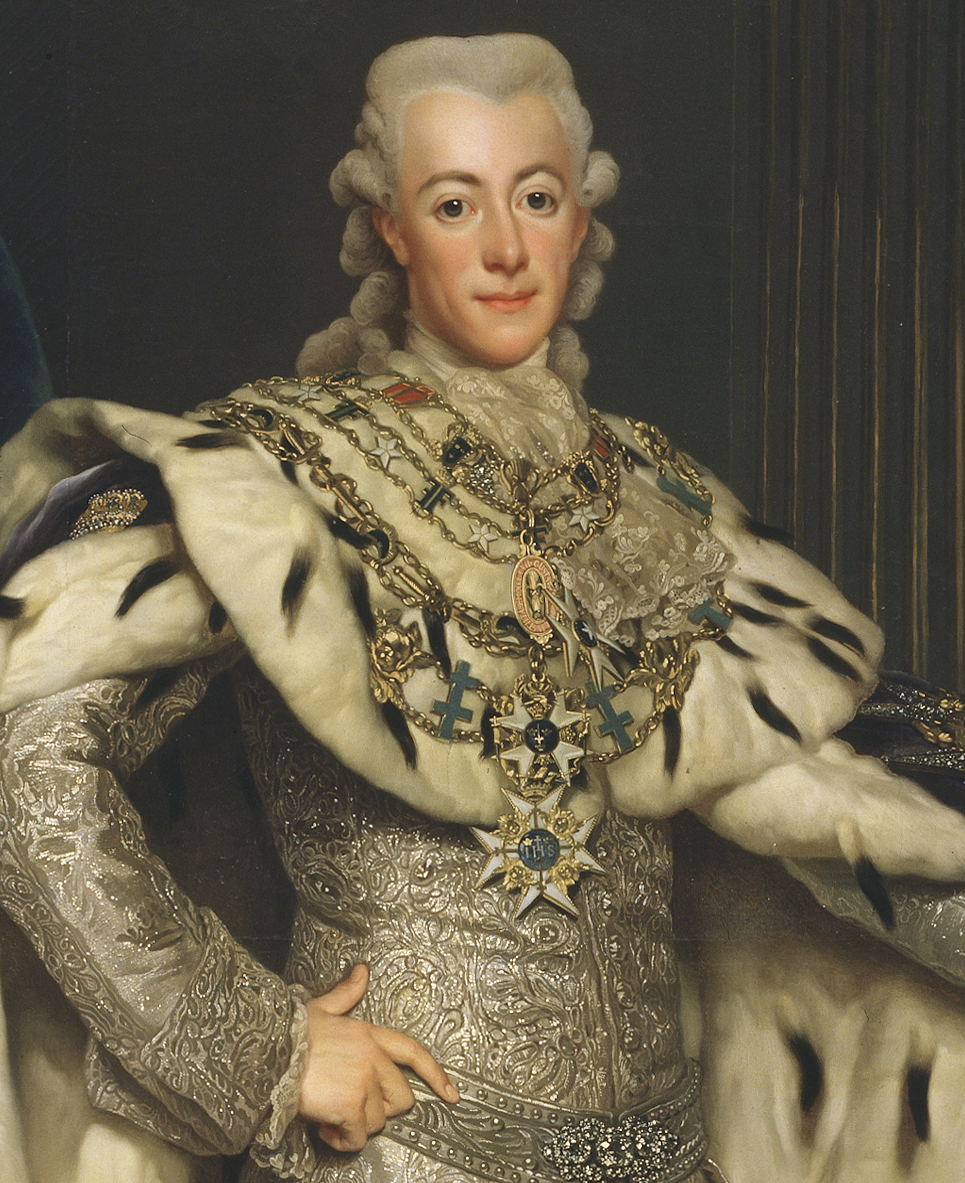
Gustav III. Švédský († 29. března)

- 13. února – Jelizaveta Voroncová, ruská šlechtična a milenka cara Petra III. (* 24. srpna 1739)
- 23. února – Joshua Reynolds, anglický malíř (* 16. července 1723)
- 29. února – Johann Andreas Stein, německý výrobce klávesových nástrojů (* 16. května 1728)
- 01. března – Leopold II., rakouský císař, král český a uherský (* 5. května 1747)
- 03. března – Robert Adam, britský architekt (* 3. července 1728)
- 10. března – John Stuart, skotský šlechtic a britský premiér (* 25. května 1713)
- 20. března nebo 27. března – Friedrich Ludwig Benda, houslista a skladatel (pokřtěn 4. září 1752)
- 29. března – Gustav III. Švédský, švédský král (* 24. ledna 1746)
- 14. dubna – Maximilian Hell, jezuita, astronom a matematik slovenského původu (* 15. května 1720)
- 21. dubna – Tiradentes, brazilský lékař a voják (* 12. listopadu 1746)
- 30. dubna – John Montagu, 4. hrabě ze Sandwiche, britský šlechtic a politik (* 13. listopadu 1718)
- 04. května – Giuseppe Garampi, italský kardinál, archivář a numismatik (* 22. října 1725)
- 15. května – Marie Ludovika Španělská, manželka císaře Leopolda II. (* 24. listopadu 1745)
- 04. června – Jakob Michael Reinhold Lenz, německý spisovatel a básník (* 23. ledna 1751)
- 17. června – Agá Muhammad Chán, první perský šáh z rodu Kádžárovců (* 1742)
- 22. června – Muhammad ibn Abd al-Wahháb, islámský učenec a zakladatel wahhábismu (* 1703)
- 15. července – Juraj Pavlín Bajan, slovenský kněz, kazatel, varhaník a hudební skladatel (* 12. dubna 1721)
- 18. července – John Paul Jones, americký námořní důstojník (* 6. července 1747)
- 03. srpna – Richard Arkwright, anglický technik a vynálezce, autor spřádacího stroje (* 23. prosince 1732)
- 05. srpna – Frederick North, britský státník (* 13. dubna 1732)
- 25. srpna – Jacques Cazotte, francouzský spisovatel (* 17. října 1719)
- 03. září – Marie Tereza Luisa Savojská, francouzská šlechtična italského původu, poradkyně Marie Antoinetty (* 8. září 1749)
- 09. září – Charles-Xavier Franqueville d'Abancourt, poslední ministr války francouzského krále (* 4. července 1758)
- 16. září – Henri Bertin de Bourdeville, francouzský šlechtic a politik (* 24. března 1719)
- 07. října – George Mason, americký plantážník a politik (* 11. prosince 1725)
- 28. října – John Smeaton, významný anglický stavební inženýr a vědec (* 1724)
- 23. listopadu – Philip Thicknesse, anglický spisovatel (* 1719)
- 28. listopadu – Victor Cousin, francouzský filozof († 14. ledna 1867)
- 01. prosince – Ernst Wilhelm Wolf, německý koncertní mistr a skladatel (* 25. února 1735)
- 02. prosince – Joseph Yorke, britský generál a šlechtic (* 24. června 1724)
- 12. prosince – Denis Ivanovič Fonvizin, ruský dramatik (* 14. dubna 1745)
- 15. prosince – Joseph Martin Kraus, německý skladatel činný ve Švédsku (* 20. června 1756)
- 16. prosince – Jiří Petrmann, slovenský exilový luteránský kazatel (* 19. března 1710)
- 21. prosince – Antonio Boroni, italský hudební skladatel (* 1738)
- neznámé datum
  - Legall de Kermeur, francouzský šachista (* 4. září 1702)
  - Samuel Hearne, britský cestovatel a spisovatel (* 1745)

## Hlavy států

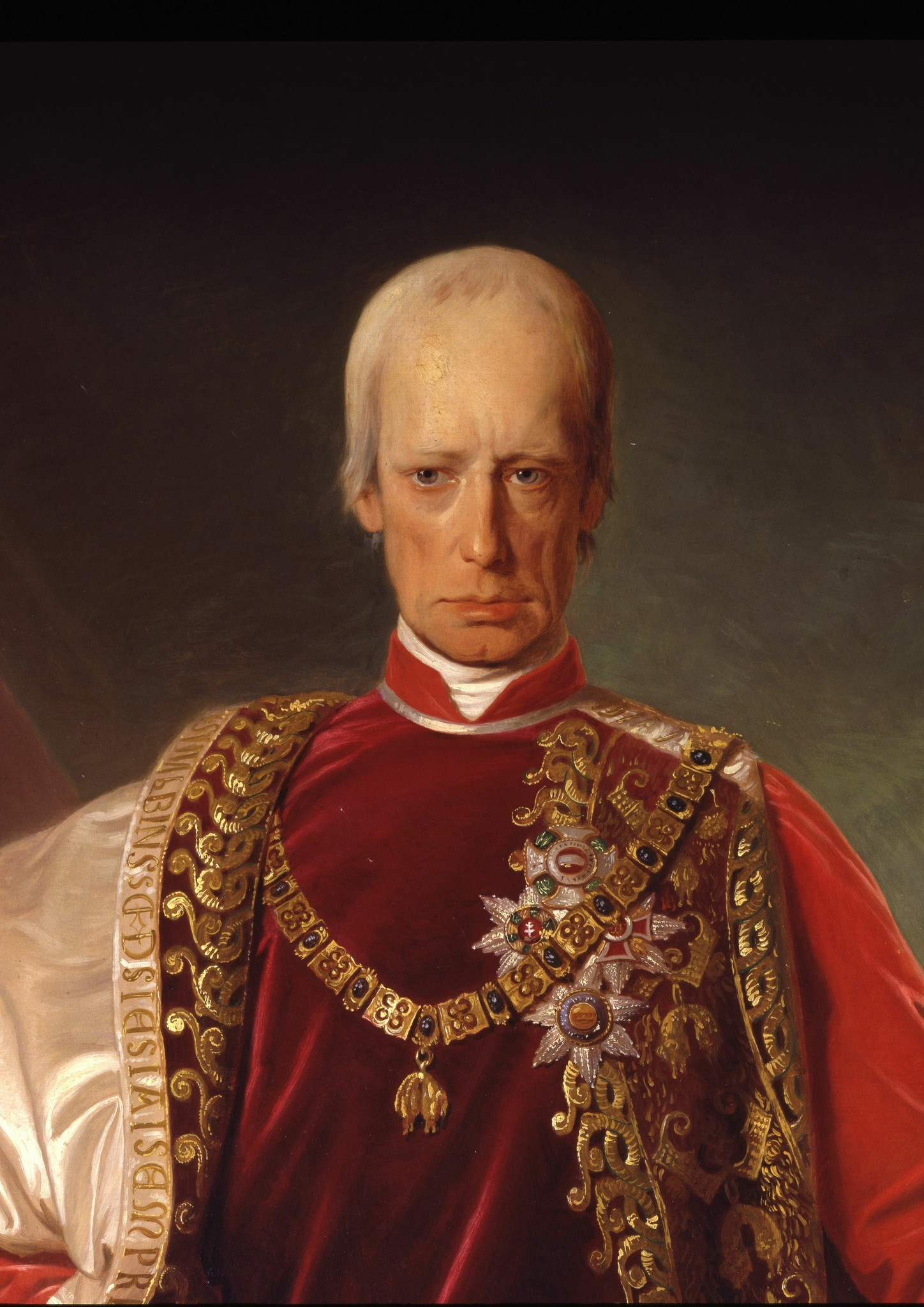
Hlavou Habsburské monarchie se stal František I.

- Francie – Ludvík XVI. (1774–1792) / Národní konvent (1792–1795)
- Habsburská monarchie – Leopold II. (1790–1792) / František I. (1792–1806)
- Osmanská říše – Selim III. (1789–1807)
- Polsko – Stanislav II. August Poniatowski (1764–1795)
- Prusko – Fridrich Vilém II. (1786–1797)
- Rusko – Kateřina II. Veliká (1762–1796)
- Španělsko – Karel IV. (1788–1808)
- Švédsko – Gustav III. (1771–1792) / Gustav IV. (1792–1809)
- USA – George Washington (1789–1797)
- Velká Británie – Jiří III. (1760–1820)
- Papež – Pius VI. (1774–1799)
- Japonsko – Kókaku (1780–1817)